# Making Burros Fly
Pour plus de détails, voir Fiche technique et Distribution.
Making Burros Fly est un film documentaire américain réalisé par Darla Rae sorti en 2010.

## Synopsis
La vie de Cleveland Amory et son combat pour droit des animaux.

## Fiche technique
- Réalisation : Darla Rae
- Scénario : Karen Hemmerle, Darla Rae
- Budget : 400 000 dollars US
- Pays d'origine : États-Unis
- Format : 1,85:1
- Langue : Anglais
- Genre : documentaire
- Durée : 90 minutes
- Date de sortie : 2010

## Distribution
- James Cromwell : le narrateur
- Tippi Hedren : elle-même
- Paul Watson : lui-même
- Gil Michaels : lui-même
- Wayne Pacelle : lui-même